# Henrich Albrecht zu Sayn-Wittgenstein-Hohenstein
Henrich Albrecht zu Sayn-Wittgenstein-Hohenstein (* 6. Dezember 1658 Den Haag; † 23. November 1723 Schloss Wittgenstein) war ein deutscher Graf und Regent aus dem Haus Sayn-Wittgenstein.

## Leben und Wirken
Henrich Albrecht war der älteste Sohn von 13 Kindern des Grafen Gustav Otto zu Sayn-Wittgenstein-Hohenstein (1633–1701) und seiner Ehefrau Anna Helene de la Place (1634–1705). Er wuchs in einem pietistischen Elternhaus auf, das ihn auch besonders in dieser Glaubensrichtung prägte.
Als er 1698 nach dem Rückzug seines Vaters die Regierungsgeschäfte der Grafschaft Sayn-Wittgenstein übernahm, machte er diese zu einem Zentrum pietistischer Frömmigkeit und religiöser Toleranz. Er gewährte einer Vielzahl von Personen mit unterschiedlicher christlicher Glaubensrichtung, vielen Glaubensflüchtlingen den Zuzug in die Grafschaft, die sich wesentlich im Bereich des Dorfes Schwarzenau, aber auch in Saßmannshausen niederließen. Der Graf hielt engen Kontakt zu ihnen und nahm auch an ihren Zusammenkünften und Gottesdiensten teil. Bereits ab 1699 nutzte Henrich Albert die Sommerresidenz in Schwarzenau, um seinen Glaubensbrüdern näher zu sein. Drei seiner Schwestern lebten mit Radikalpietisten zusammen und verzichteten auf jeden herrschaftlichen Luxus. In Schwarzenau wurden im Spätsommer 1708 in unmittelbarer Nähe der Residenz acht Personen in der Eder wiedergetauft. Dies war die Gründung der sogenannten Tunker, einer Freikirche um Alexander Mack, die sich später besonders in den USA (Church of the Brethren) und in Afrika verbreitete.
Bei aller religiöser Begeisterung wurde bei Henrich Albrecht aber auch früh deutlich, dass ihn die Regierungsgeschäfte überforderten. Er entschied nur noch das Notwendigste und überließ die Verwaltung mit knappsten Haushaltsmitteln seinen Beamten. Dies brachte die ohnehin verschuldete Grafschaft in weitere wirtschaftliche Schieflage. Ländereien und Gewässer wurden zur Nutzung von Hammerwerken verpachtet. Nachdem Henrich Albrechts wirtschaftliches Unvermögen immer deutlicher zutage trat, wurde sein jüngerer Bruder, August David ab 1719 zum Mitregenten ernannt. Henrich Albrecht zog sich nun noch weiter von den Regierungsgeschäften zurück und lebte mit seiner dritten Ehefrau in stiller Abgeschiedenheit.
Er starb ohne Nachkommen am 23. November 1723 auf Schloss Wittgenstein. Nach seinem Tode verlagerte sich das Zentrum der radikalen Pietisten nach und nach von Schwarzenau in die Nordgrafschaft nach Berleburg. Einen Teil der Pietisten zog es ins Ausland.
Nachfolger von Henrich Albrecht wurde sein Bruder August David, der die Grafschaft energisch und hart regierte, wie z. B. beim Elsoffer Bauernaufstand, den er 1725 rücksichtslos niederschießen ließ.

## Familie
Henrich Albrecht war dreimal verheiratet: In erster Ehe heiratete er am 23. Oktober 1694 Gräfin Sophie Juliane zur Lippe-Biesterfeld (* 6. Dezember 1676; † 2. Juni 1705), zweitjüngste Tochter des Grafen Jobst Hermann zur Lippe-Biesterfeld (1625–1678) und seiner Ehefrau Elisabeth Juliane geb. Gräfin zu Sayn-Wittgenstein und Hohenstein (1634–1689).
Die zweite Heirat erfolgte am 8. Dezember 1705 mit Gräfin Sophie Elisabeth Wilhelmine zu Sayn-Wittgenstein (* 20. August 1675; † 27. August 1712).
Die dritte Ehe ging Henrich Albrecht 1712 mit Gräfin Sophie Florentine zu Sayn-Wittgenstein-Berleburg (* 4. April 1688 Schloss Berleburg; † 16. Juni 1745), Tochter des Grafen Ludwig Franz zu Sayn-Wittgenstein-Berleburg (1660–1694) und dessen Ehefrau, Hedwig Sophie geb. Gräfin zu Lippe-Brake (1669–1738) ein, die ihn um 21 Jahre überlebte.
Alle Ehen waren kinderlos.